# Puchkirchen am Trattberg
Puchkirchen am Trattberg osztrák község Felső-Ausztria Vöcklabrucki járásában. 2018 januárjában 1036 lakosa volt.

## Elhelyezkedése

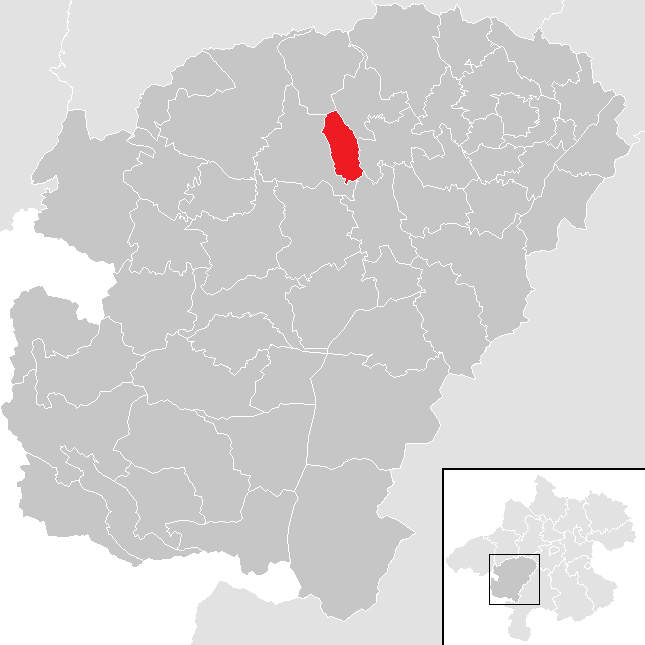
Puchkirchen am Trattberg a Vöcklabrucki járásban

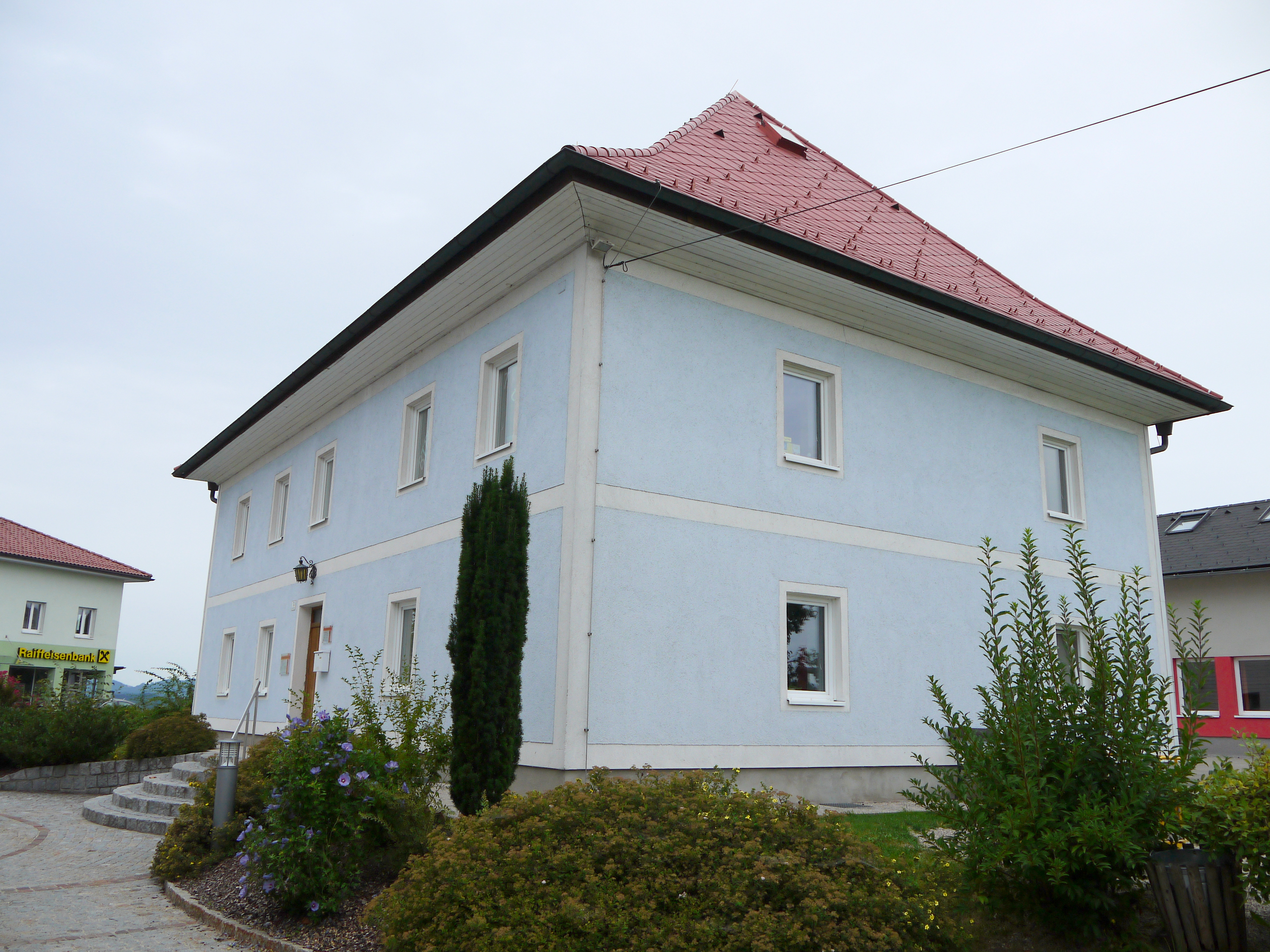
A műemléki védettség alatt álló plébánia

Puchkirchen am Trattberg Felső-Ausztria Hausruckviertel régiójában helyezkedik el az északi Hausruck dombsága és a délre fekvő Salzkammergut között. Területének 22,1%-a erdő, 67,5% áll mezőgazdasági művelés alatt. Egyetlen katasztrális községe Puchkirchen. 
A környező önkormányzatok: északra Ampflwang im Hausruckwald, északkeletre Zell am Pettenfirst, keletre Ungenach, délkeletre Timelkam, nyugatra Neukirchen an der Vöckla.

## Története
Puchkirchen területe eredetileg a Bajor Hercegséghez tartozott; a 12. században került át Ausztriához. Írásban először 1480-ban említik a frankenburgi uradalom urbáriumában. A hercegség 1490-es felosztásakor az Enns fölötti Ausztria része lett. 
A napóleoni háborúk során több alkalommal megszállták. Puchkirchen 1784-ig a neukircheni plébánia elá tartozott, de II. József egyházreformjával önálló egyházközséggé vált. 1806-ban visszacsatolták Neukirchenhez, 1847-ben pedig visszanyerte függetlenségét.  
A köztársaság 1918-as megalakulásakor Felső-Ausztria tartományhoz sorolták. Miután Ausztria 1938-ban csatlakozott a Német Birodalomhoz, az Oberdonaui gau része lett; a második világháború után visszakerült Felső-Ausztriához.

## Lakosság
A Puchkirchen am Trattberg-i önkormányzat területén 2018 januárjában 1036 fő élt. A lakosságszám 1980 óta gyarapodó tendenciát mutat. 2016-ban a helybeliek 94%-a volt osztrák állampolgár; a külföldiek közül 1% a régi (2004 előtti), 3,4% az új EU-tagállamokból érkezett. 0,4% a volt Jugoszlávia (Szlovénia és Horvátország nélkül) vagy Törökország, 1,2% egyéb országok polgára. 2001-ben a lakosok 96,1%-a római katolikusnak, 1,9% pedig felekezeten kívülinek vallotta magát.

## Látnivalók
- a Szt. Jakab-plébániatemplomot 1480-ban említik először

## Fordítás
- Ez a szócikk részben vagy egészben  a   Puchkirchen am Trattberg című német Wikipédia-szócikk ezen változatának fordításán alapul.  Az eredeti cikk szerkesztőit annak laptörténete sorolja fel. Ez a jelzés csupán a megfogalmazás eredetét és a szerzői jogokat jelzi, nem szolgál a cikkben szereplő információk forrásmegjelöléseként.